# Felix Magath
Wolfgang Felix Magath (* 26. Juli 1953 in Aschaffenburg) ist ein deutscher Fußballtrainer, -manager und ehemaliger Fußballspieler. Als Spieler wurde er Europameister, Vizeweltmeister und dreimal Deutscher Meister, zudem gewann er zwei Europapokale. In seiner Karriere als Trainer gewann er unter anderem dreimal die deutsche Meisterschaft. Magath ist einer von neun Sportlern in der Geschichte der Fußball-Bundesliga, die sowohl als Spieler als auch als Trainer Deutscher Fußballmeister wurden. Außerdem war er der erste Trainer, der mit einem Verein zweimal in Folge das Double aus Meisterschaft und DFB-Pokal gewann. Magath trainierte insgesamt neun verschiedene Bundesligavereine.

## Familie, Geburt und Kindheit
Magaths Mutter Helene wurde im Zweiten Weltkrieg aus Ostpreußen vertrieben. Sein Vater Felix stammt aus Puerto Rico und leistete in Aschaffenburg seinen Dienst als Soldat der US Army, wo die Mutter als Verkäuferin und später bei American Express arbeitete; die beiden waren nicht verheiratet. 1953 wurde Magath in Aschaffenburg geboren. 1954 kehrte sein Vater nach Puerto Rico zurück; mit 15 Jahren hatte Magath erstmals zu ihm Briefkontakt und traf ihn wenig später in Puerto Rico persönlich.
Magath erklärte über seine Kindheit, dass der Fußballverein sein Zuhause gewesen sei und er dort alles gelernt habe.

## Spielerkarriere
Magath begann 1960 mit dem Fußballspielen beim VfR Nilkheim, bevor er 1964 zum TV 1860 Aschaffenburg wechselte. 1972 unterschrieb er beim größeren Stadtrivalen Viktoria Aschaffenburg.

### 1. FC Saarbrücken
1974 erhielt er einen Profi-Vertrag beim 1. FC Saarbrücken, der zu dieser Zeit in der 2. Bundesliga spielte. Für Saarbrücken schoss er in 76 Spielen 29 Tore. Felix Magath wurde mit den Saarländern Meister der 2. Fußball-Bundesliga 1975/76, Gruppe Süd. Mit 17 Toren war Felix Magath erfolgreichster Torschütze der Saarländer in dieser Saison.

### Hamburger SV
1976 wechselte er in die 1. Bundesliga zum Hamburger SV, bei dem er bis zu seinem Karriereende 1986 blieb. Als Spielmacher bestritt er dort 306 Bundesligaspiele und schoss 46 Tore. Mit dem HSV wurde er dreimal Deutscher Meister und zweimal Europapokalsieger. 1977 erzielte Magath in der Schlussminute des Endspiels um den Europapokal der Pokalsieger das 2:0 gegen den RSC Anderlecht. Im Jahr 1978 wurde Branko Zebec Trainer des HSV. Von ihm wurde Magath eigener Aussage zufolge „für den Profifußball geprägt. Er hat uns gelehrt, dass der Erfolg der Mannschaft an allererster Stelle steht.“
1979 wurde Magath als einer der ersten Bundesligaspieler aufgrund eines Fernsehbeweises nachträglich gesperrt. Das Urteil wurde jedoch in zweiter Instanz aufgehoben.
1983 stand der HSV unter Trainer Ernst Happel in Athen im Finale des Europapokals der Landesmeister gegen Juventus Turin; die Hamburger wurden als krasser Außenseiter gehandelt. Nach acht Minuten erzielte Magath das Tor zum 1:0. Die Mannschaft konnte den Vorsprung über die gesamte Spielzeit halten und gewann damit erstmals den Pokal der Landesmeister, den Vorläufer der heutigen Champions League.
Das durch den Sieg erreichte Weltpokalfinale, das im Dezember 1983 in Tokio gegen Grêmio Porto Alegre ausgetragen wurde, verlor Magath mit seiner Mannschaft mit 1:2 n. V.
Im August 1984 meldete der HSV, dass Magath 1986 seine Spielerlaufbahn beenden und die Nachfolge von Manager Günter Netzer antreten werde.
Im Juli 1986 kehrte Magath noch einmal auf den Rasen zurück und bestritt mit einer Weltauswahl ein Wohltätigkeitsspiel in Pasadena.

### Nationalmannschaft
Für die deutsche Nationalmannschaft kam er zwischen April 1977 und Juni 1986 zu 43 Einsätzen und erzielte dabei drei Tore. 1980 wurde Magath Europameister, bei den Weltmeisterschaften 1982 (bei der er u. a. in der Nacht von Sevilla in der Startelf stand) und 1986 jeweils Vize-Weltmeister.
Nach dem Turnier 1982 erklärte Magath seinen Rücktritt aus der Nationalmannschaft, die von Jupp Derwall trainiert wurde. Nachdem im Sommer 1984 Derwall durch Franz Beckenbauer ersetzt wurde, überredete dieser Magath zu einem Comeback, sodass Magath ab dem Herbst 1984 wieder für die Nationalmannschaft auflief.
Bei dem WM Turnier in Mexiko 1986 spielte Magath in sechs der sieben Begegnungen, darunter auch im Endspiel, das knapp gegen Argentinien verloren wurde. Dieses Spiel war sein letztes für die Nationalmannschaft und das letzte seiner Laufbahn.
Für den Gewinn der Europameisterschaft 1980 wurde er von Bundespräsident Karl Carstens mit dem Silbernen Lorbeerblatt ausgezeichnet.

## Trainer- und Funktionärskarriere
| Verein             | Beginn            | Ende             | Funktion                       |
| ------------------ | ----------------- | ---------------- | ------------------------------ |
| Hamburger SV       | 1. Juli 1986      | 30. Juni 1988    | Manager                        |
| 1. FC Saarbrücken  | 3. November 1989  | 30. Juni 1990    | Manager                        |
| Bayer 05 Uerdingen | 1. Juli 1990      | 15. Januar 1992  | Manager/zeitweise auch Trainer |
| VfB Stuttgart      | 20. Dezember 2002 | 30. Juni 2004    | Manager                        |
| VfL Wolfsburg      | 15. Juni 2007     | 30. Juni 2009    | Geschäftsführer Sport          |
| FC Schalke 04      | 1. Juli 2009      | 16. März 2011    | Vorstand Sport                 |
| VfL Wolfsburg      | 18. März 2011     | 25. Oktober 2012 | Geschäftsführer Sport          |

Wenige Tage nach dem verlorenen WM-Endspiel 1986 und nur einige Stunden nach der Rückkehr von dem Turnier in Mexiko trat Magath beim Hamburger Sportverein das Manageramt und damit wie vorgesehen die Nachfolge von Günter Netzer an. Bereits vor diesem Dienstantritt hatte er für den HSV Verhandlungen bei Spielerverpflichtungen geführt. Während seiner zweijährigen Tätigkeit gewann der Verein 1987 den DFB-Pokal. Als Ersatz für den anschließend scheidenden Trainer Ernst Happel holte Magath Josip Skoblar, der erfolglos blieb und der im November 1987 von Willi Reimann abgelöst wurde, der Magaths Wunschtrainer gewesen war. 1988 kam es zwischen Magath und dem HSV trotz eines noch bis 1991 geltenden Vertrags zur Trennung.
Nach seiner Trennung vom HSV wurde er im November 1988 beim Meinungsforschungsinstitut Infas als Leiter des Arbeitsbereichs Sport tätig. Des Weiteren war er Gesellschafter einer Reha-Klinik, das Vorhaben, auch als Verleger einer Zeitschrift über Amateur-Fußball zu fungieren, zerschlug sich. Ab September 1989 arbeitete Magath zunächst für ein Jahr als Manager und Co-Trainer beim Zweitligisten 1. FC Saarbrücken, danach von 1990 bis 1992 als Manager (ab Ende November 1990 zeitweise zusätzlich Trainer, ehe Magath Timo Konietzka als neuen Trainer holte) beim Bundesligisten Bayer Uerdingen, dem heutigen KFC Uerdingen 05, der 1991 in die 2. Bundesliga abstieg. Ende Januar 1992 hoben die Uerdinger und Magath den noch bis Ende Juni desselben Jahres laufenden Vertrag einvernehmlich auf. Ihm fehlte als Manager der praxisnahe Bezug zum Fußball, sodass er beschloss, fortan als Vereinstrainer tätig zu sein. Im Dezember 1991 lag ihm das Angebot vor, ab der Saison 1992/93 beim Hamburger Verbandsligisten ASV Bergedorf 85 als Trainer tätig zu werden. Magath sagte ab, da der Verein die Öffentlichkeit ohne seine Zustimmung über die Gespräche in Kenntnis gesetzt hatte.

### FC Bremerhaven
1992 begann seine Trainerkarriere als Spielertrainer in der viertklassigen Verbandsliga beim FC Bremerhaven, mit dem er im ersten Jahr Bremer Meister wurde. Parallel arbeitete er bei dem Finanzdienstleister des Vereinspräsidenten Bernd Günther.

### Hamburger SV
1993 kehrte Magath zum HSV zurück, fünf Jahre nachdem er den Verein in seiner Funktion als Manager verlassen hatte. Ab Juli 1993 übernahm er das Training der zweiten Mannschaft des HSV und wurde in der Bundesliga Assistent von Trainer Benno Möhlmann, den Magath während seiner Amtszeit als HSV-Manager 1988 nach Hamburg geholt hatte. Magath erhielt beim HSV zunächst einen Einjahresvertrag, um als Bindeglied zwischen Bundesliga- und Amateurmannschaft sowie dem Jugendbereich zu wirken. In der Saison 1995/96 wurde Magath Anfang Oktober 1995 als Nachfolger von Möhlmann zum Cheftrainer der ersten Mannschaft befördert. Diese Entscheidung fällte Uwe Seeler am ersten Tag seiner Amtszeit als HSV-Präsident. Der Verein war zuvor schwach in die Saison gestartet und belegte den 17. Tabellenplatz. Mit der Unterzeichnung eines neuen Vertrags beim HSV im Januar 1996 erhielt Magath umfassende Zuständigkeiten: Neben der Betreuung der Bundesliga-Mannschaft übernahm Magath auch Aufgaben im Amateur- und Nachwuchsbereich. Des Weiteren wurde Magaths Teilnahme an Vorstandssitzungen vereinbart. Er führte den HSV im Bundesliga-Spieljahr 1995/96 auf den fünften Platz. In der folgenden Saison spielte sich der Verein bis in das Achtelfinale des UEFA-Pokals.
Als sich einige Spieler über das nach ihrer Meinung zu harte Training und über mangelhafte Kommunikation mit dem Trainer beschwert hatten und der Verein sich überdies im Abstiegskampf befand, wurde Magath im Mai 1997, zwei Spieltage vor Saisonende, nach einer 0:4-Heimniederlage gegen den 1. FC Köln beurlaubt. Die Mannschaft stand zu diesem Zeitpunkt auf dem 15. Tabellenplatz, mit fünf Punkten Vorsprung auf einen Abstiegsrang.

### 1. FC Nürnberg
Im September 1997 übernahm Magath den Trainerposten beim 1. FC Nürnberg, der zuvor unter Trainer Willi Entenmann von der Regionalliga Süd in die 2. Bundesliga aufgestiegen war. Nachdem sich die Mannschaft schon fünf Spieltage nach Beginn der Saison 1997/98 auf dem letzten Platz wiedergefunden hatte, war Entenmann entlassen worden. Magath gelang es, den „Club“ aus dem Tabellenkeller bis hinauf auf den dritten Platz zu führen, was den Aufstieg in die Bundesliga bedeutete. Allerdings konnte sich Magath mit dem Präsidium nicht auf eine Vertragsverlängerung für die anstehende Bundesliga-Saison einigen, so dass er sich entschloss, trotz des Aufstiegs den Verein zu verlassen; Willi Reimann wurde sein Nachfolger.

### Werder Bremen
Im Oktober 1998 wurde Magath Trainer von Werder Bremen. Der Verein stand unter seinem Vorgänger Wolfgang Sidka nach dem achten Spieltag der Saison 1998/99 auf dem letzten Tabellenplatz. Obwohl es unter Magath zunächst gelang, sich von den Abstiegsrängen zu entfernen und man im Februar 1999 auf dem achten Platz stehend zwischenzeitlich in Richtung Europapokal schielen durfte, geriet die Mannschaft aufgrund einer leichten Ergebniskrise in den folgenden Wochen wieder zunehmend in den Abstiegskampf. Im Mai stieg Magath vorzeitig aus seinem Vertrag aus. Grund für seine Entscheidung soll nicht in erster Linie die sportliche Situation gewesen sein, sondern dass er sich mit Vorstand, Fans und Spielern überworfen habe. Außerdem wurde ihm vorgeworfen, dass er Spieler wie z. B. Aílton nicht weiterentwickelt habe.
Gleichzeitig hatte er seine Mannschaft zuvor ins DFB-Pokalfinale 1998/99 gegen den FC Bayern München geführt, das Bremen unter Magaths Nachfolger Thomas Schaaf gewann.

### Eintracht Frankfurt
Weihnachten 1999 kam Magath als Nachfolger von Jörg Berger zur abstiegsgefährdeten Eintracht Frankfurt. Der Verein stand zu diesem Zeitpunkt auf dem letzten Tabellenplatz und hatte acht Punkte Rückstand auf einen Nichtabstiegsplatz. Magath gelang es, die Mannschaft zu stabilisieren, und er holte wichtige Punkte und Siege. Dies belegt die (nur für die Statistik bedeutsame) Rückrundentabelle der Saison, in der die Eintracht den dritten Tabellenplatz erreichte. Am letzten Spieltag der Spielzeit 1999/2000 wurde der Klassenerhalt gesichert. Diesen sah Magath lange Zeit – bis zu den Titeln, die er später holte – als größte Leistung seiner Trainerkarriere an.
Ende Januar 2001 stand der Verein wieder im unteren Tabellenbereich und nach einer 1:5-Niederlage gegen den 1. FC Köln, das sechste verlorene Bundesligaspiel in Folge, wurde Magath beurlaubt.

### VfB Stuttgart

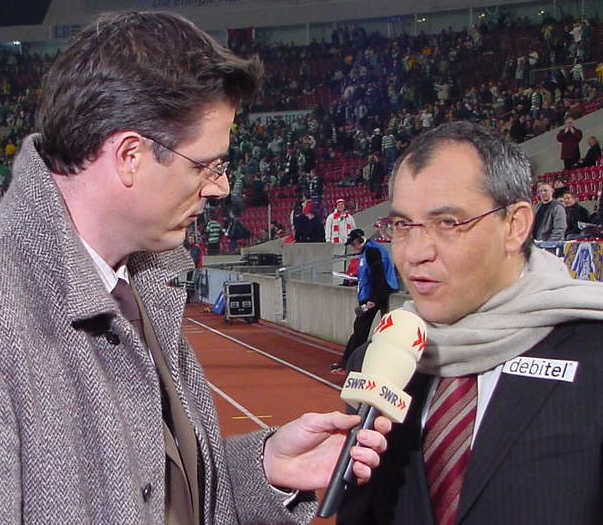
Magath (rechts) als VfB-Trainer im Interview mit Michael Antwerpes beim UEFA-Pokal-Achtelfinal-Rückspiel der Saison 2002/03 gegen Celtic Glasgow im Stuttgarter Gottlieb-Daimler-Stadion, 27. Februar 2003

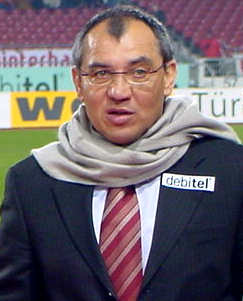
Magath während seiner Zeit beim VfB Stuttgart

Bereits einen Monat später fand Magath eine neue Anstellung. Von Februar 2001 bis zum 30. Juni 2004 war er Teammanager, Trainer und (ab Ende 2002 als Nachfolger von Rolf Rüssmann) Manager des VfB Stuttgart. Als Magath verpflichtet wurde, befand sich Stuttgart auf dem vorletzten Rang mit drei Punkten Rückstand auf einen Nichtabstiegsplatz. In den letzten Jahren hatte er sich einen Ruf als „Feuerwehrmann“, einem Trainer, der Mannschaften im Abstiegskampf übernimmt und zuverlässig in sichere Tabellensituationen führt, erarbeitet; als Trainer hatte er bis dahin noch keinen Titel geholt. Auch beim VfB wurde Magath seinem Ruf gerecht und konnte zum Ende der Saison 2000/01 als Fünfzehnter der Bundesliga den Abstieg verhindern.
In den darauffolgenden Jahren führte Magath den VfB zurück in die Spitzengruppe der Bundesliga. Die Generation der Spieler wie Kevin Kurányi, Timo Hildebrand, Aljaksandr Hleb oder Andreas Hinkel sorgte – von den Medien als „Junge Wilde“ bezeichnet – für viel Furore in der Liga. Magath zog dreimal in Folge in den internationalen Wettbewerb ein und wurde 2003 Vizemeister hinter dem FC Bayern München. Während seiner Stuttgarter Zeit ermöglichte er u. a. den späteren Nationalspielern Philipp Lahm und Mario Gómez ihr Bundesliga-Debüt.
Zum Ende der Saison 2003/04 verließ er den VfB Stuttgart ein Jahr vor Vertragsende, um als Nachfolger von Ottmar Hitzfeld Trainer beim FC Bayern München zu werden.

### FC Bayern München
Zum 1. Juli 2004 verpflichtete der FC Bayern München Felix Magath für drei Jahre als Nachfolger von Ottmar Hitzfeld. Den Vorstandsvorsitzenden Karl-Heinz Rummenigge kannte Magath noch aus seiner Spielerzeit, als er und Rummenigge als Nationalspieler u. a. bei der WM 1986 in Mexiko im verlorenen Endspiel gegen Argentinien standen.
Nach der Trennung von Hitzfeld wurde der Vertrag um ein Jahr vorgezogen und das Engagement beim Rekordmeister dauerte vom 1. Juli 2004 bis zum 31. Januar 2007. In dieser Zeit wurde er mit den Bayern sowohl in der Saison 2004/05 als auch 2005/06 Deutscher Meister und gewann jeweils auch den DFB-Pokal. Zwei sogenannte Doubles in Folge waren zuvor noch keinem Verein oder Trainer gelungen.
Als die Mannschaft nach der WM 2006 und dem Abgang von Michael Ballack nicht an die Leistungen der Vorjahre hatte anknüpfen können – Platz 4 in der Bundesliga, acht Punkte hinter Tabellenführer Werder Bremen, und dem Aus im Achtelfinale des DFB-Pokals 2006/07 gegen Alemannia Aachen –, wurde Magath am 31. Januar 2007 beurlaubt und durch seinen Vorgänger Ottmar Hitzfeld ersetzt. Anschließend war er als Fußballkommentator beim Pay-TV-Sender Arena tätig.

### VfL Wolfsburg

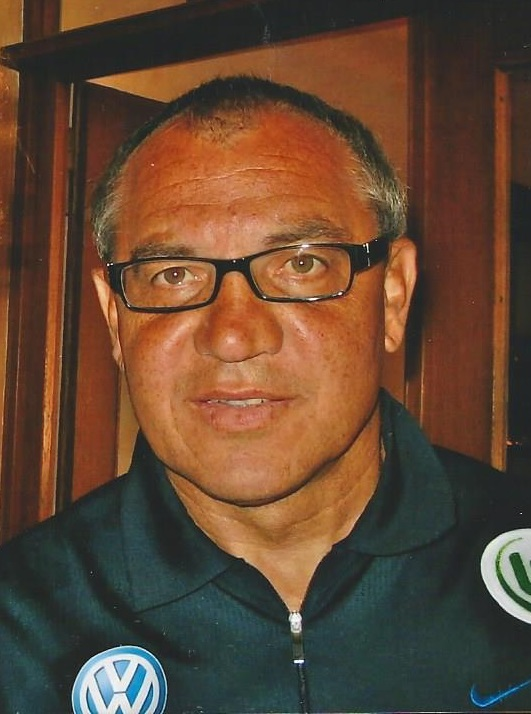
Magath als Trainer von VfL Wolfsburg, 2008

Am 15. Juni 2007, knapp zwei Monate vor dem Beginn der Saison 2007/08, wurde Magath neuer Geschäftsführer beim VfL Wolfsburg. Das Aufgabenfeld umfasste neben dem Trainer- und Sportdirektor-Posten in Personalunion auch die Nachwuchsbetreuung sowie die Verantwortung für den restlichen sportlichen Bereich. Magath löste Klaus Augenthaler als Trainer ab, der am letzten Spieltag der Saison 2006/07 knapp den Klassenerhalt gesichert hatte. Die Wolfsburger Mannschaft bestand zu diesem Zeitpunkt nur noch aus zwölf Spielern. Er war daher gezwungen, neues Personal zu holen. So verpflichtete er u. a. bis dahin weitgehend unbekannte Spieler wie den Brasilianer Grafite oder den Bosnier Edin Džeko, die später eines der besten Sturmduos der kommenden Jahre in der Bundesliga bilden sollten.
Nachdem sich die neu zusammengestellte Mannschaft zu Beginn der Rückrunde gefestigt und eingespielt hatte, stellte sie durch eine sehr gute Rückrundenbilanz den Anschluss zu den oberen Tabellenplätzen her und sprang am letzten Spieltag noch auf einen UEFA-Pokal-Platz. In der folgenden Saison gewann der VfL Wolfsburg überraschend die deutsche Meisterschaft 2009. Nachdem die „Wölfe“ in der Hinrunde lediglich Platz 9 der Tabelle erreicht hatten, sicherten sie sich durch eine wiederum ausgezeichnete Rückrunde den Titel, was auch die erste Teilnahme überhaupt an der Champions League bedeutete.
In den beiden Jahren in Wolfsburg hatte Magath das Spielerpersonal fast komplett ausgetauscht, für rund 55 Millionen Euro verpflichtete er insgesamt mehr als 30 neue Spieler. Spieler wie Edin Džeko, Zvjezdan Misimović oder Diego Benaglio konnten ihren Marktwert in dieser Zeit vervielfachen.

### FC Schalke 04

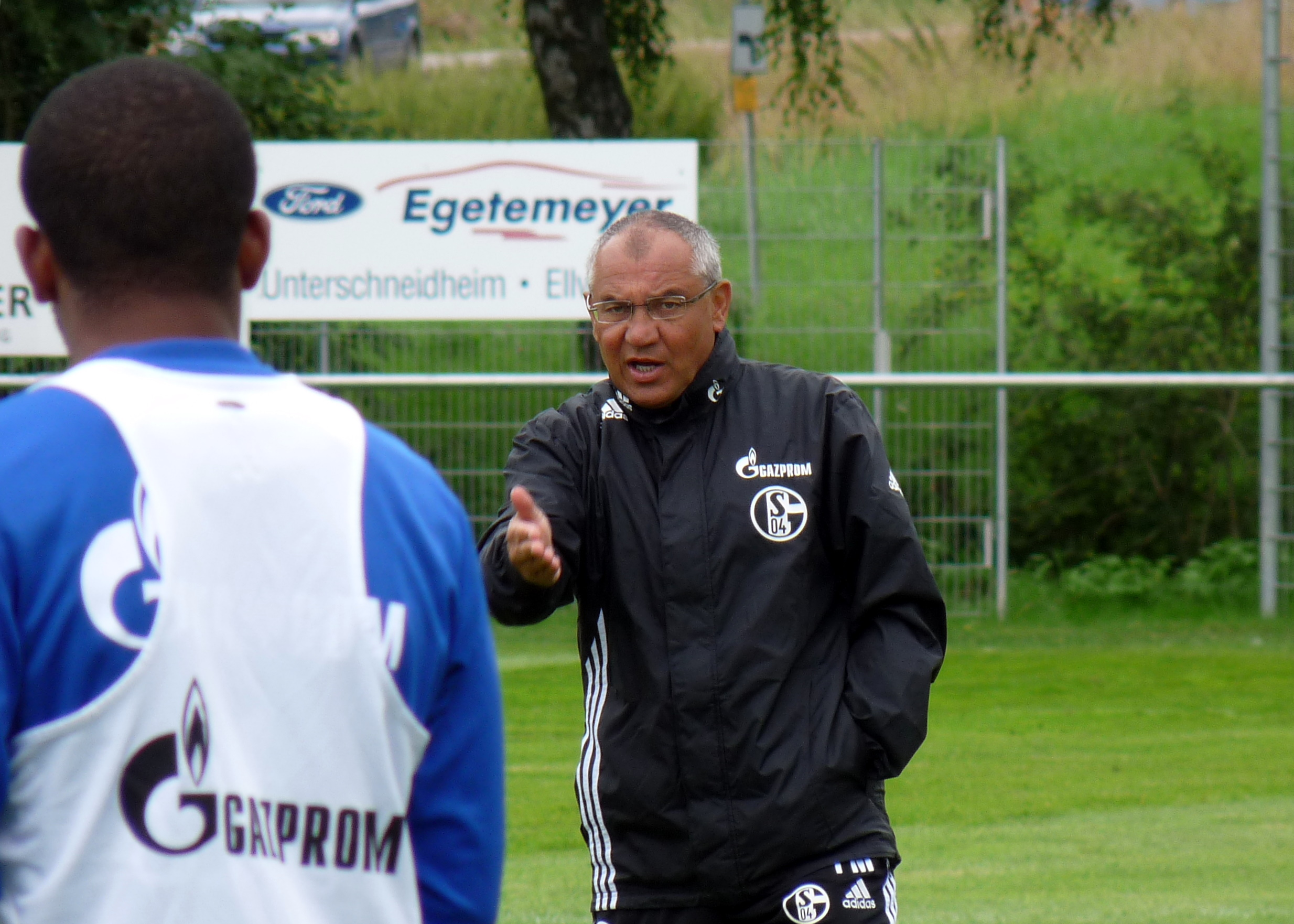
Magath als Trainer von Schalke 04, August 2010

Am 6. Mai 2009, noch vor dem Gewinn der Meisterschaft mit Wolfsburg, bestätigten der VfL Wolfsburg, der FC Schalke 04 und Magath selbst seinen Wechsel zum 1. Juli 2009 zu Schalke 04. Dort erhielt er einen Vertrag als Trainer und Manager in Personalunion bis zum 30. Juni 2013, verbunden mit einer Vorstandsmitgliedschaft. In seiner ersten Spielzeit beim FC Schalke, der Saison 2009/10, führte er mit sehr wenig Geld die als zuvor nicht konkurrenzfähig eingestufte Mannschaft auf den zweiten Platz der Bundesliga und damit in die Champions League sowie ins Halbfinale des DFB-Pokals.
Zur Saison 2010/11 wurde die Mannschaft aus Kostengründen komplett umgebaut; 14 neue Spieler, darunter der Spanier Raúl und der Niederländer Klaas-Jan Huntelaar, wurden verpflichtet, 16 Spieler verkauft oder verliehen. Mit nur einem Sieg in den ersten zehn Spielen erwischte die Mannschaft jedoch den bis dahin schlechtesten Saisonstart der Vereinsgeschichte. Auch danach konnten sich die Schalker nicht aus dem Abstiegskampf befreien. Im Februar 2011 geriet Felix Magath auf Schalke aus verschiedenen Gründen in Turbulenzen. Medien und Fans prangerten seine Transferpolitik an. Neben internationalen Topleuten im Sommer holte Magath in der Transferperiode im Winter überwiegend Spieler, die die Ausfälle im Kader kompensieren sollten. Unter anderem stattete er die ablösefreien Angelos Charisteas und Ali Karimi mit Halbjahresverträgen aus. Daraufhin wurde er von den Medien u. a. als „Ramschkönig“ bezeichnet, und Fans warfen ihm vor, „ohne ersichtliches Konzept unzählige Spieler verpflichtet zu haben“. In einem offenen Brief forderte der „FC Schalke 04 Supporters Club“ wegen der umstrittenen Transferpolitik den Aufsichtsrat auf, den „Irrsinn der letzten Tage“ zu stoppen. Im Nachhinein, mehr als 10 Jahre später erklärte Magath diesbezüglich, dass die vielen Erfolge bei ihm die Einbildung erzeugt hatten, dass er jeden Profi in Bestform bringen könne. Magath resümierte, er habe in jener Zeit durch die Erfolge „ein Stück weit“ seine „Demut verloren“. Des Weiteren wurde Magath vorgehalten, er pflege zu wenig Kontakt mit den Fans. Magath nahm sich der Kritik an und schaltete daraufhin 2011 sein Profil auf dem sozialen Netzwerk Facebook frei.
Obwohl er in der Saison 2010/11 mit dem Erreichen des DFB-Pokal-Endspiels und dem Einzug in das Viertelfinale der Champions League durchaus Erfolge hatte vorweisen können, wurde Magath am 16. März 2011 mit sofortiger Wirkung von seinen Aufgaben entbunden. Daraufhin erklärte er am selben Tag von sich aus die Kündigung seiner Anstellung. Eigener Aussage zufolge befand sich Magath am Ende seiner Zeit auf Schalke nahe am Burn-out. Insgesamt befand sich Magath während seiner Trainerkarriere zweimal nahe am Burn-out.

### Rückkehr zum VfL Wolfsburg

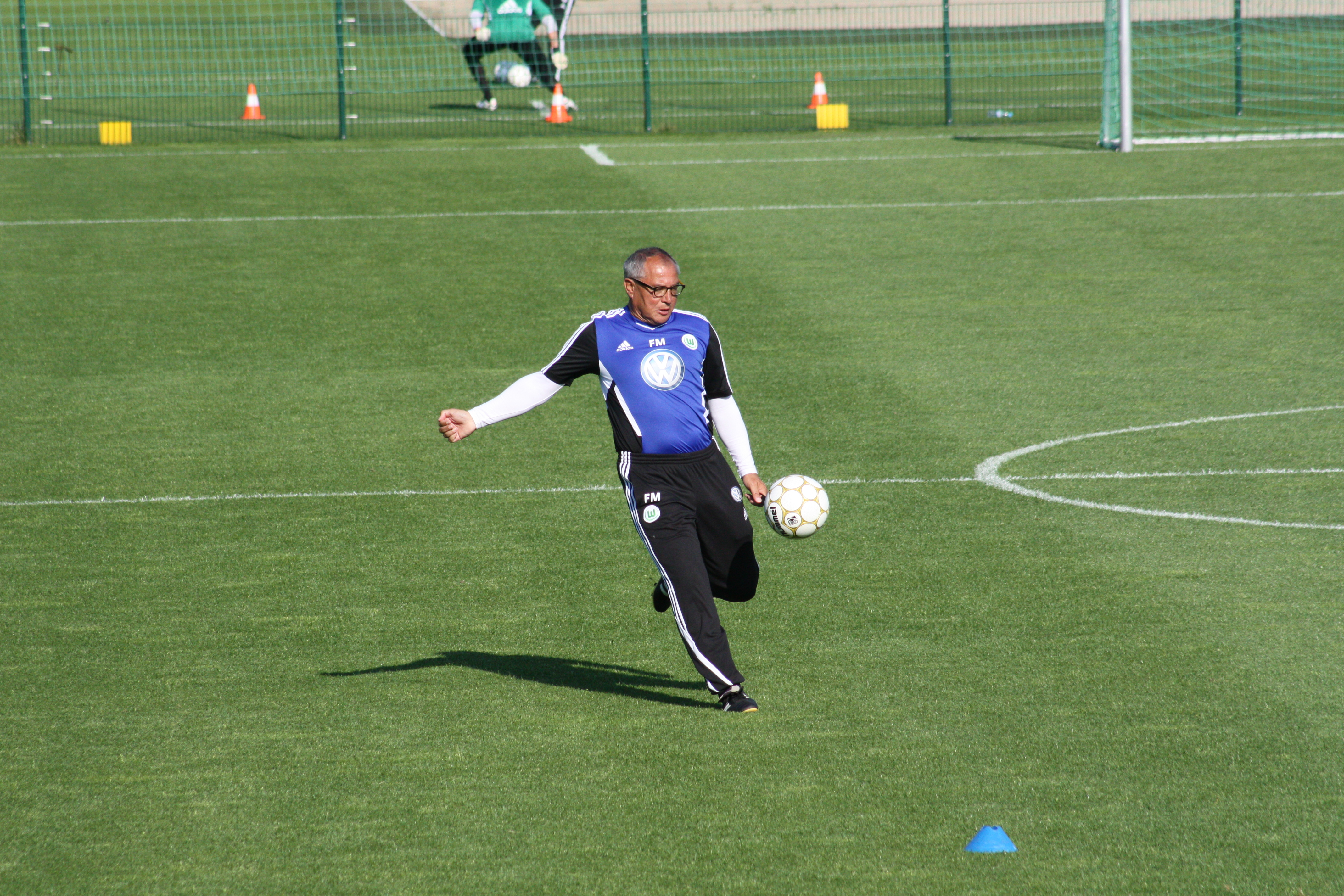
Magath auf dem Trainingsplatz des VfL Wolfsburg, 2012

Am 18. März 2011, nur zwei Tage nach Ende seines Engagements bei Schalke, kehrte Magath als Sportlicher Geschäftsführer und Trainer zum VfL Wolfsburg zurück. Obwohl Magath eigener Aussage nach „genau gewusst“ habe, dass er „eigentlich eine Pause machen“ muss und „so nicht weitermachen“ kann und obwohl Wolfsburg ihm anbot, erst später zu kommen, hat er bei Wolfsburg sofort angefangen. Er übernahm den VfL von Interimstrainer Pierre Littbarski mitten im Abstiegskampf mit zwei Punkten Rückstand auf einen Nichtabstiegsplatz und hielt mit dem Team durch einen 3:1-Sieg in Hoffenheim am letzten Spieltag der Saison 2010/11 die Klasse.
In der Winterpause der Saison 2011/12 holte Magath acht neue Spieler für insgesamt 30 Millionen Euro, darunter den jungen Verteidiger Ricardo Rodríguez vom FC Zürich für 7,5 Millionen Euro. In der Sommerpause hatte Magath bereits u. a. Hasan Salihamidžić, Chris und Thomas Hitzlsperger unter Vertrag genommen. Am 4. Januar 2012 debütierte der Neuzugang Ibrahim Sissoko. Mit dem Einsatz des 36. Spielers in einem Pflichtspiel der laufenden Saison stellte Magath einen neuen Bundesliga-Rekord auf. Am Ende der Saison wurde er mit dem VfL Achter und verpasste damit knapp die Qualifikation für die Europa League, wofür in diesem Jahr der siebte Platz gereicht hätte.
Nachdem Magath unter anderem Mario Mandžukić an Bayern München abgegeben und sich Patrick Helmes in der Vorbereitung verletzt hatte, misslang der Start in die neue Saison. Am 25. Oktober 2012 wurde Magath vorzeitig von seinen Aufgaben entbunden – nach acht Spieltagen stand das Team auf dem letzten Platz und hatte nur zwei Tore erzielt.
Danach war Magath Experte beim Pay-TV-Sender LIGA total! und gab, angesprochen auf mögliche neue Engagements im Fußball, häufig an, zufrieden mit der aktuellen Situation zu sein und möglicherweise im Ruhestand zu bleiben.

### FC Fulham
Mitte Februar 2014 war Magath als möglicher Vorstand und Trainer des HSV, der sich zu diesem Zeitpunkt auf dem 17. Tabellenplatz befand, im Gespräch. Am 13. Februar sagte er ein mögliches Engagement allerdings ab. Einen Tag später übernahm Magath als Nachfolger von René Meulensteen als Teammanager die auf dem letzten Tabellenplatz liegende Premier-League-Elf des FC Fulham, womit er erstmals im Ausland aktiv und zum ersten deutschen Cheftrainer in der Premier League wurde. Er erhielt einen Vertrag bis zum 30. Juni 2015, der auch für die zweite englische Liga Gültigkeit hatte. Anfang Mai 2014, am 37. Spieltag der Premier League, stand der FC Fulham vorzeitig als Absteiger fest. Magath betonte, den Klub in der nächsten Saison wieder in das „Oberhaus“ zurückführen zu wollen. Nach einem schlechten Start in die Saison 2014/15 wurde Magath am 18. September 2014 beurlaubt. Zu diesem Zeitpunkt befand sich die Mannschaft auf dem letzten Tabellenplatz mit einem gewonnenen Punkt aus sieben Spielen.

### Shandong Luneng Taishan
Von Juni 2016 bis Dezember 2017 war Magath Trainer des chinesischen Vereins Shandong Luneng Taishan. Er übernahm die Mannschaft auf dem letzten Tabellenplatz der Chinese Super League und führte sie zum Klassenerhalt. In der Saison 2017 erreichte er mit Shandong Luneng Taishan den 6. Tabellenplatz. Am 1. Dezember 2017 gab der Verein bekannt, Magaths auslaufenden Vertrag nicht zu verlängern.

### Flyeralarm Global Soccer
Im Januar 2020 erhielt Magath eine Anstellung bei der fränkischen Onlinedruckerei Flyeralarm. Er wurde Leiter der neu gegründeten Unternehmenssparte Flyeralarm Global Soccer, über die er als Berater für die Würzburger Kickers sowie den FC Admira Wacker Mödling tätig war. Am 24. März 2021 gab er bekannt, dass er von seinem Posten bei der Admira zurücktreten wird.

### Hertha BSC
Mitte März 2022 kehrte Magath noch einmal in den Trainerberuf zurück und übernahm als Nachfolger von Tayfun Korkut bis zum Ende der Saison 2021/22 die seit zehn Spieltagen sieglose Bundesligamannschaft von Hertha BSC. Diese stand nach dem 26. Spieltag mit 23 Punkten auf dem 17. Platz, wobei man punktgleich mit dem Relegationsplatz war. Der Rückstand auf einen Nichtabstiegsplatz betrug 2 Punkte. Unter Magath konnten die Berliner die Abstiegsränge zunächst verlassen, verpassten jedoch durch nur einen Punkt aus den letzten drei Spielen den vorzeitigen Klassenerhalt. Hertha schloss die Saison mit 33 Punkten auf dem 16. Platz ab und musste die Relegationsspiele gegen den Hamburger SV bestreiten. Nach einer 0:1-Niederlage im Hinspiel konnten die Berliner durch einen 2:0-Auswärtssieg im Rückspiel die Klasse erhalten. Anschließend verließ Magath den Verein mit seinem Vertragsende.

### Präsidentschaftskandidatur beim HSV
Im April 2025 gab Magath seine Kandidatur als Präsident des Hamburger Sport‑Verein e. V. für die Wahl bei der Mitgliederversammlung im Juni 2025 bekannt. Als Vizepräsident wäre mit ihm Richard Golz angetreten. Der Beirat ließ ihn jedoch nicht zur Wahl zu. Magaths Bewerbung habe nicht überzeugt, da der Anschein erweckt wurde, dass es ihm vielmehr um Einfluss auf die HSV Fußball AG & Co. KGaA gehe.

### Sportvorstand bei Viktoria Aschaffenburg
Im August 2025 wurde Magath Sportvorstand des Regionalligisten Viktoria Aschaffenburg.

## Titel als Spieler

### Nationalmannschaft
- Europameister: 1980

### Vereine
International
- Europapokalsieger der Landesmeister: 1983 (Hamburger SV)
- Europapokalsieger der Pokalsieger: 1977 (Hamburger SV)

Deutschland
- Deutscher Meister (3): 1979, 1982, 1983 (alle Hamburger SV)
- Meister der 2. Bundesliga Süd und Aufstieg in die Bundesliga: 1976 (1. FC Saarbrücken)
- Meister der Bremen-Liga: 1993 (FC Bremerhaven)

## Titel als Trainer
Vereine
- Deutscher Meister (3): 2005, 2006 (beide FC Bayern München), 2009 (VfL Wolfsburg)
- Deutscher Pokalsieger (2): 2005, 2006 (beide FC Bayern München)
- Deutscher Ligapokalsieger: 2004 (FC Bayern München)
- Aufstieg in die Bundesliga: 1998 (1. FC Nürnberg)
- Meister der Bremen-Liga: 1993 (FC Bremerhaven)

Persönlich
- Silbernes Lorbeerblatt: 1980
- Deutschlands Fußballtrainer des Jahres (3): 2003, 2005, 2009
- Kicker-Trainer des Jahres: 2003, 2009
- Bayerischer Verdienstorden: 2025[63]

## Wissenswertes
Seine harten Trainingsmethoden, etwa die Arbeit mit Medizinbällen, brachten Felix Magath den Spitznamen Quälix ein.

„Ob Felix Magath die Titanic gerettet hätte, weiß ich nicht. Aber die Überlebenden wären topfit gewesen.“

Er nennt seine früheren Trainer Ernst Happel und Branko Zebec als seine Vorbilder.
Magath ist mit Helmut Benthaus, Jupp Heynckes, Franz Beckenbauer, Matthias Sammer, Niko Kovač, Thomas Schaaf, Hansi Flick und Xabi Alonso einer von neun Akteuren in der Geschichte der Fußball-Bundesliga, der sowohl als Spieler als auch als Trainer Deutscher Fußballmeister wurde. Er ist einer von sieben Trainern (Udo Lattek, Ottmar Hitzfeld, Hennes Weisweiler, Max Merkel, Branko Zebec, Otto Rehhagel), die mit zwei Vereinen Bundesliga-Meister wurden. Außerdem ist er der einzige Bundesligatrainer, der zweimal hintereinander das Double gewann.

## Persönliches

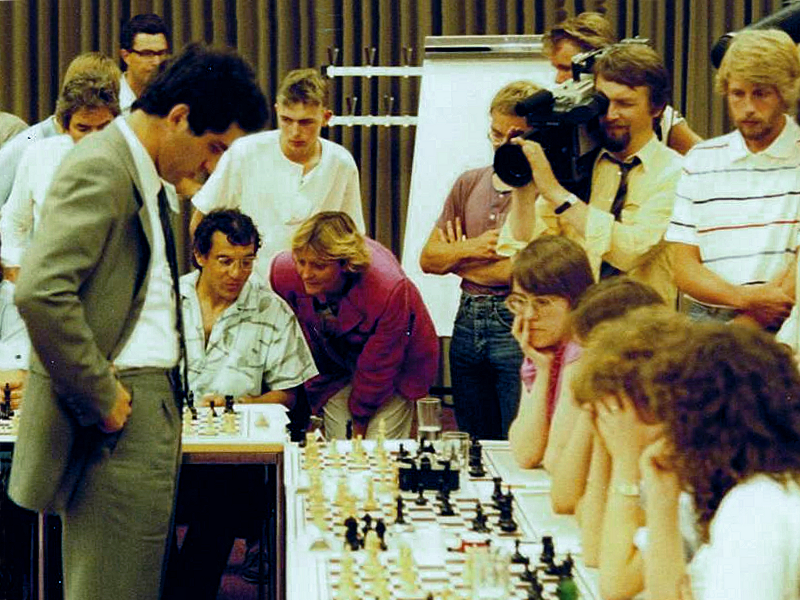
Magath (links sitzend) 1985 beim Prominenten-Simultanschach gegen Garri Kasparow, veranstaltet vom Nachrichtenmagazin Der Spiegel in Hamburg.

Magath war im August 2006 als Nationaltrainer in Puerto Rico im Gespräch, wo er seinen Vater regelmäßig mit seiner Familie besuchte.
Mit 15 oder 16 Jahren bevorzugte er seinen zweiten Vornamen „Felix“ als Rufnamen, der gleichzeitig der erste Vorname seines Vaters ist, anstelle von „Wolfgang“.
Er hat das Fachabitur im Bereich Wirtschaft abgelegt.
Im Dezember 2003 heiratete Magath zum zweiten Mal. Er hat insgesamt sechs Kinder.
Neben dem Fußballspiel begeistert er sich für Schach. Dieses Interesse wurde durch die Schachweltmeisterschaft 1978 zwischen Anatoli Karpow und Viktor Kortschnoi geweckt, die er während einer zehnwöchigen Hepatitis-Erkrankung intensiv mitverfolgen konnte. Die Erkrankung führte zu einer Überfunktion der Schilddrüse und einer damit verbundenen starken Aufhellung seiner Hautfarbe.
Magath selbst beschreibt sich als Mensch, den Erfolge antreiben, der sich nicht mit dem Erreichten zufriedengibt. Besonders deutlich wurde diese Charaktereigenschaft bei seinem Wechsel vom VfL Wolfsburg zum FC Schalke 04, als er sich nach dem Gewinn der deutschen Meisterschaft aus dem stabilen Umfeld in Wolfsburg verabschiedete und sich zum Ziel setzte, Schalke, das sich in einer schwierigen finanziellen Lage befand und auch im sportlichen Bereich wenig Organisation zeigte, wieder in die Spitzengruppe der Bundesliga zu führen.
Magath ist Stand 2023 Gesellschafter einer psychiatrischen Klinik in der Nähe von München.

## Soziales Engagement
Felix Magath engagiert sich auf verschiedenen Ebenen für Kinder in Not. Er unterstützte mehrfach die Hilfsorganisation Ein Herz für Kinder und ist Vorsitzender des Stiftungsrates der Phytokids-Stiftung. Nach der Saison 2011/12 verzichtete er auf seine Erfolgsprämie in Form eines Bentley im Wert von rund 250.000 Euro und ließ diese in sechs VW-Kleinbusse umwandeln, von denen er je zwei an „Ein Herz für Kinder“, die Peter Maffay-Stiftung für benachteiligte und kranke Kinder sowie an die Phytokids-Stiftung spendete.